# Crinometra
Crinometra is een geslacht van haarsterren uit de familie Charitometridae.

## Soort
- Crinometra brevipinna (Pourtalès, 1868)